# Szigeti Oszkár
Szigeti Oszkár (Miskolc, 1933. szeptember 10. – 1983. május 6.) magyar válogatott labdarúgó, világbajnoki résztvevő.

## Pályafutása

### Klubcsapatban
1952-ig a Pereces csapatában játszott. Ezt követően igazolt a Diósgyőrbe. Kezdetben balszélső és balösszekötő poszton játszott. Pályafutása vége fele már bal- és középhátvédként szerepelt a csapatban. 1967-ben vonult vissza 278 bajnoki mérkőzéssel a háta mögött.

### A válogatottban
1958-ban 1 alkalommal szerepelt a válogatottban. Háromszoros utánpótlás válogatott (1955–56), 11-szeres B-válogatott (1956–59). Tagja volt az 1958-as svédországi világbajnokságon részt vevő csapatnak, de pályára nem lépett.

## Statisztika

### Mérkőzései a válogatottban
| Magyarország | Magyarország      | Magyarország         | Magyarország | Magyarország | Magyarország | Magyarország | Magyarország | Magyarország |
| #            | Dátum             | Helyszín             | Hazai        | Eredmény     | Vendég       | Kiírás       | Gólok        | Esemény      |
| ------------ | ----------------- | -------------------- | ------------ | ------------ | ------------ | ------------ | ------------ | ------------ |
| 1.           | 1958. április 20. | Budapest, Népstadion | Magyarország | 2 – 0        | Jugoszlávia  | barátságos   | -            |              |
|              | Összesen          |                      |              | 1            | mérkőzés     |              | 0            | gól          |